# Muqattaʿat
Las muqattaʿat o letras misteriosas (en árabe: حُرُوف مُقَطَّعَات‎ ḥurūf muqaṭṭaʿāt, 'letras separadas' o 'letras desconectadas') son combinaciones de entre una y cinco letras árabes que figuran al comienzo de 29 de los 114 capítulos (suras) del Corán justo después de la frase islámica بِاسْمِ اللّٰه bismillāh. Las letras también se conocen como fawātiḥ (فَوَاتِح) o 'abridoras', ya que forman el verso de apertura de sus respectivas suras.
Cuatro suras llevan el nombre de su muqaṭṭaʿāt: Ṭā-Hā, Yā-Sīn, Ṣād y Qāf.
Se desconoce el significado original de las letras. Varias interpretaciones en el tafsir (exégesis en el islam) las han identificado como abreviaturas de nombres o cualidades de Dios, o bien del nombre o contenido de la respectiva sura.

## Listado
Las muqatta'at se dan en los capítulos (suras) 2–3, 7, 10–15, 19–20, 26–32, 36, 38, 40–46, 50 y 68 del Corán. Las letras se escriben juntas como una palabra, aunque se deletrean por separado.
| Sura         | Muqattaʿāt | Muqattaʿāt           |
| Sura         | árabe      | romanizado           |
| ------------ | ---------- | -------------------- |
| al-Baqarah   | ا-ل-م      | ʾAlif Lām Mīm        |
| Āl Imrān     | ا-ل-م      | ʾAlif Lām Mīm        |
| al-Aʿrāf     | ا-ل-م-ص    | ʾAlif Lām Mīm Ṣād    |
| Yūnus        | ا-ل-ر      | ʾAlif Lām Rā         |
| Hūd          | ا-ل-ر      | ʾAlif Lām Rā         |
| Yūsuf        | ا-ل-ر      | ʾAlif Lām Rā         |
| Ar-Raʿd      | ا-ل-م-ر    | ʾAlif Lām Mīm Rā     |
| Ibrāhīm      | ا-ل-ر      | ʾAlif Lām Rā         |
| al-Ḥijr      | ا-ل-ر      | ʾAlif Lām Rā         |
| Maryam       | ك-ه-ي-ع-ص  | Kāf Hā Yā ʿAin Ṣād   |
| Ṭā Hā        | ط-ه        | Ṭā Hā                |
| ash-Shuʿārāʾ | ط-س-م      | Ṭā Sīn Mīm           |
| an-Naml      | ط-س        | Ṭā Sīn               |
| al-Qaṣaṣ     | ط-س-م      | Ṭā Sīn Mīm           |
| al-ʿAnkabūt  | ا-ل-م      | ʾAlif Lām Mīm        |
| ar-Rūm       | ا-ل-م      | ʾAlif Lām Mīm        |
| Luqmān       | ا-ل-م      | ʾAlif Lām Mīm        |
| as-Sajdah    | ا-ل-م      | ʾAlif Lām Mīm        |
| Yā Sīn       | ي-س        | Yā Sīn               |
| Ṣād          | ص          | Ṣād                  |
| Ghāfir       | ح-م        | Ḥā Mīm               |
| Fuṣṣilat     | ح-م        | Ḥā Mīm               |
| ash-Shūrā    | ح-م ع-س-ق  | Ḥā Mīm; ʿAin Sīn Qāf |
| Az-Zukhruf   | ح-م        | Ḥā Mīm               |
| Al Dukhān    | ح-م        | Ḥā Mīm               |
| al-Jāthiya   | ح-م        | Ḥā Mīm               |
| al-Aḥqāf     | ح-م        | Ḥā Mīm               |
| Qāf          | ق          | Qāf                  |
| Al-Qalam     | ن          | Nūn                  |

## Análisis estructural

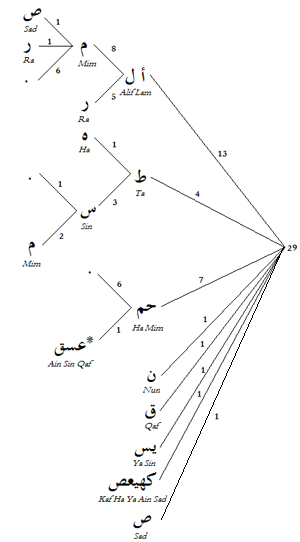
Diagrama con las letras iniciales del Corán, con el número de frecuencias en cada una. Léase de derecha a izquierda.

Hay 14 combinaciones únicas; las más frecuentes son ʾAlif Lām Mīm y Ḥāʾ Mīm, que ocurren seis veces cada una. De las 28 letras del alifato, la mitad aparece como muqatta'at, ya sea individualmente o en combinaciones de dos, tres, cuatro o cinco letras. Las catorce letras son: ʾalif أ, hā هـ, ḥā ح, ṭā ط, yā ي, kāf ك, lām ل, mīm م, nūn ن, sīn س, ʿain ع, ṣād ص, qāf ق, rā ر. Las seis letras finales de la orden abŷadi (thakhadh ḍaẓagh) no se utilizan. Las letras representadas corresponden a las letras escritas sin signos diacríticos , además de yāʿ ي. Es posible que el conjunto de letras muqatta'at pretendiese invocar una variante arcaica del alfabeto árabe inspirado en el alfabeto arameo.
Algunas de estas letras aparecen siempre en conjunto con otras: por ejemplo, ʾAlif es seguido invariablemente por Lām. La gran mayoría de estas combinaciones comienzan con ʾAlif Lām o Ḥāʾ Mīm.
En 26 de los 29 casos, las letras son seguidas casi inmediatamente por la mención de la revelación coránica en sí (las excepciones son las suras al-ʻAnkabūt, ar-Rūm y al-Qalam); y algunos argumentan que incluso estos tres casos deberían incluirse, ya que más adelante se menciona la revelación en la sura. Más específicamente, se puede notar que en 8 casos el siguiente verso comienza «Estos son los signos...», y en otros 5 comienza «La Revelación...»; otros 3 comienzan «Por el Corán...», y otros 2 «Por el libro...». Además, todas menos 3 de estas suras son suras mecanas (las excepciones son las suras al-Baqarah, Āl ʾImrān y ar-Raʻd).
Lām y Mīm están unidos y ambos están escritos con una marca de prolongación. Una letra está escrita en dos estilos. La letra 20:01 se usa solo al principio y en medio de una palabra y la de 19:01 no se usa como tal. Alif Lām Mīm (الم) es también el primer verso de las suras Al-Baqara, Al-Imran, Al-Ankabut, Ar-Rum, Luqman, y As-Sajda.

## Interpretaciones de las letras misteriosas

### Son acrofonías
Se dice que Abd Allah ibn Abbas y Abdullah ibn Masud, como lo cita Abu Hayyan al-Gharnati en su Bahr al-Muhit, popularizaron la opinión de que cada letra representa palabras o frases relacionadas con Dios y sus atributos, es decir, que son acrofonías.

### Representan el contenido de sura
Fakhr al-Din al-Razi, un comentarista clásico del Corán, ha citado unas veinte propuestas diferentes respecto al significado de estas letras, y menciona en múltiples ocasiones que las letras representan los nombres de las suras designadas por Dios. Además, menciona que los árabes nombran las cosas en base a tales letras (por ejemplo, 'ojo' como ع, 'nubes' como غ y 'ballena' como ن). Amin Ahsan Islahi apoyó la idea de al-Razi, argumentando que, dado que estas letras son nombres de suras, son nombres propios. Hamiduddin Farahi también atribuye significados simbólicos a las letras. Por ejemplo, nūn ن que simboliza 'pez' identifica la sura dedicada a Jonás, o ṭāʾ ط que representa a la 'serpiente' y presenta suras que mencionan la historia del Profeta Moisés y las serpientes.
Ahsan ur Rehman (2013) afirma que existen vínculos fonológicos, sintácticos y semánticos entre las letras y el texto de los capítulos.

### Son intrusiones o una corrupción de los escribas
Entre los orientalistas occidentales, Theodor Nöldeke (1860) avanzó la teoría de que las letras eran marcas de posesión, pertenecientes a los propietarios de las copias del Corán usadas en la primera colección de Zayd ibn Thābit durante el reinado del califa 'Uthmān, por lo que finalmente las letras muqatta'at ingresaron a la versión final del Corán debido sencillamente a un descuido. 
También era posible que las letras fueran monogramas de los propietarios. Nöldeke revisó más tarde esta teoría, respondiendo a la sugerencia de Otto Loth (1881) de que las letras tenían una conexión distinta con las figuras místicas y los símbolos de la Cábala judía. Nöldeke, a su vez, concluyó que las letras eran una referencia mística al texto arquetípico en el cielo que fue la base para la revelación del Corán. Sin embargo, persuadido por la teoría original de Nöldeke, Hartwig Hirschfeld (1902) ofreció una lista de nombres probables correspondientes a las letras. Keith Massey (1996), al señalar la aparente clasificación de conjuntos de las letras y la improbabilidad matemática de que fueran aleatorias o se refirieran a palabras o frases, argumentó a favor de alguna forma de la teoría de Nöldeke-Hirschfeld de que las «letras misteriosas» eran en realidad iniciales o monogramas de un nombre propio (de los escribas que originalmente transcribieron las suras). Aunque, Massey explica que «las letras, que aparecen solas, como qaf o nun, pueden no tener el mismo propósito que la colección en sí», admite además que las «letras misteriosas» de la sura 42 no tienen cabida en su clasificación propuesta, ofreciendo así 2 posibles escenarios para su teoría.
La teoría hebrea asume que las letras representan una importación del hebreo bíblico. Específicamente, la combinación Alif-Lam correspondería al dios hebreo El. También se han sugerido abreviaturas del arameo o del griego.
Bellamy (1973) propuso que las letras son restos de las abreviaturas de Bismillah. La sugerencia de Bellamy fue criticada como improbable por Alford T. Welch (1978).
Christoph Luxenberg en The Syro-Aramaic Reading of the Koran (2000) propuso que partes sustanciales del texto del Corán fueron tomadas directamente de la liturgia siríaca. Su explicación de las letras disociadas es que son restos de indicaciones para la recitación litúrgica de los himnos siríacos que terminaron siendo copiados en el texto árabe.

### Según la numerología
Ha habido intentos de dar interpretaciones numerológicas a las muqatta'at. Loth (1888) sugirió una conexión con la gematría bíblica. Rashad Khalifa (1974) afirmó haber descubierto un código matemático en el Corán basado en estas iniciales y el número 19. Según sus afirmaciones, estas iniciales aparecen a lo largo de sus respectivos capítulos en múltiplos de diecinueve que se menciona en la sura 74:30.
El Báb usó el muqaṭṭaʿāt en su Qayyúmu'l-Asmáʼ. Escribe en un comentario temprano y en su Dalá'il-i-Sab'ih ('Siete pruebas') sobre un hadiz de Muhammad al-Baqir, el quinto Imam chií, donde se afirma que las muqaṭṭaʿāt de los primeros siete suras tienen un valor numérico de 1267, del cual se puede derivar el año 1844 (el año de la declaración del Báb).

### Según la mística
El sufismo tiene la tradición de atribuir un significado místico a las letras. Los detalles difieren entre las escuelas de sufismo; La tradición sufí generalmente considera las letras como una extensión de los noventa y nueve nombres de Dios, y algunos autores ofrecen significados «ocultos» específicos para las letras individuales.
En 1857-1858, Bahá'u'lláh, fundador de la Fe Bahá'í, escribió en su Comentario sobre las letras aisladas (ih Tafsīr-i-Hurúfát-i-Muqatta ʻ también conocido como Lawh-i-Áyiy-i-Nur, es decir, la tableta de el Verso de la Luz) cómo Dios fue quien creó las letras. Una lágrima negra cayó de la Pluma Primordial sobre la «Tablilla blanca como la nieve, perspicua», mediante la cual se creó el Punto. Luego el Punto luego se convirtió en un Álef (trazo vertical), que se transformó nuevamente para presentar las muqatta'at. Estas letras luego fueron diferenciadas, separadas y luego nuevamente reunidas y unidas, apareciendo como los «nombres y atributos» de la creación. Baháʼu'lláh da varias interpretaciones de las letras Alif, Lam, Mim, en su mayoría relacionadas con Alá, la administración fiduciaria (wilayah) y la profecía (nubuwwah) de Mahoma. Enfatiza el papel central del Alif en todos los mundos de Dios. 
Al eliminar las letras duplicadas (dejando solo una de cada una de las 14 iniciales) y reorganizarlas, se puede crear la oración نص حكيم قاطع له سر que podría traducirse como «un texto sabio y concluyente tiene un secreto».[cita requerida]

### Son indicaciones para el cántico
Devin J. Stewart sostiene que las letras son parte integral del texto y establecen una rima y un ritmo, de manera similar a los cantos que riman como abracadabra, ing bing fing (usado en el árabe egipcio) o ajji majji la tarajji (en persa), destinado a introducir hechizos o algo relacionado con lo sobrenatural.